# 2017年亞洲冬季運動會冰球比賽
2017年亞洲冬季運動會冰球比賽於2月18日至26日在日本札幌的月寒體育館、美香保體育館和星置滑冰場等三個場館舉行。
共有20支男子隊參賽於三個級（頂級賽4隊、第一級6隊和第二級10隊），6支女子隊。

## 獎牌榜
| 排名 | 国家／地区 | 金牌 | 银牌 | 铜牌 | 總數 |
| ---- | ---------- | ---- | ---- | ---- | ---- |
| 1    | 日本       | 1    | 0    | 1    | 2    |
| 1    |            | 1    | 0    | 1    | 2    |
| 3    | 中国       | 0    | 1    | 0    | 1    |
| 3    | 韩国       | 0    | 1    | 0    | 1    |
| 总计 | 总计       | 2    | 2    | 2    | 6    |

## 獎牌得主
| 項目 | 金牌        | 银牌        | 铜牌        |  |  |  |
| 男子 | （KAZ）     | 韩国（KOR） | 日本（JPN） |  |  |  |
|      |             |             |             |  |  |  |
| 女子 | 日本（JPN） | 中国（CHN） | （KAZ）     |  |  |  |

## 參賽國家和地区
總共有20個國家和地區派員參賽。括號內的數字，為各國家和地區派出的運動員總數。
- 巴林（退賽）
- 中国（44）
- 中华台北（20）
- 中国香港（22）
- 印度尼西亚（23）
- 日本（44）
- （44）
- （23）
- 中国澳门（20）
- 马来西亚（22）
- 蒙古（17）
- 菲律宾（23）
- （18）
- 新加坡（18）
- 韩国（44）
- 泰国（43）
- （22）
- 阿拉伯联合酋长国（17）
- 独立奥林匹克运动员（23）